# Acacia mangium
Acacia mangium é uma espécie de leguminosa do gênero Acacia, pertencente à família Fabaceae.
É uma planta fixadora de nitrogênio, não nativa do Brasil mas amplamente plantada no país. As sementes apresentam dormência que pode ser quebrada com um banho em água fervente.